# Krone des Königs Gradlon

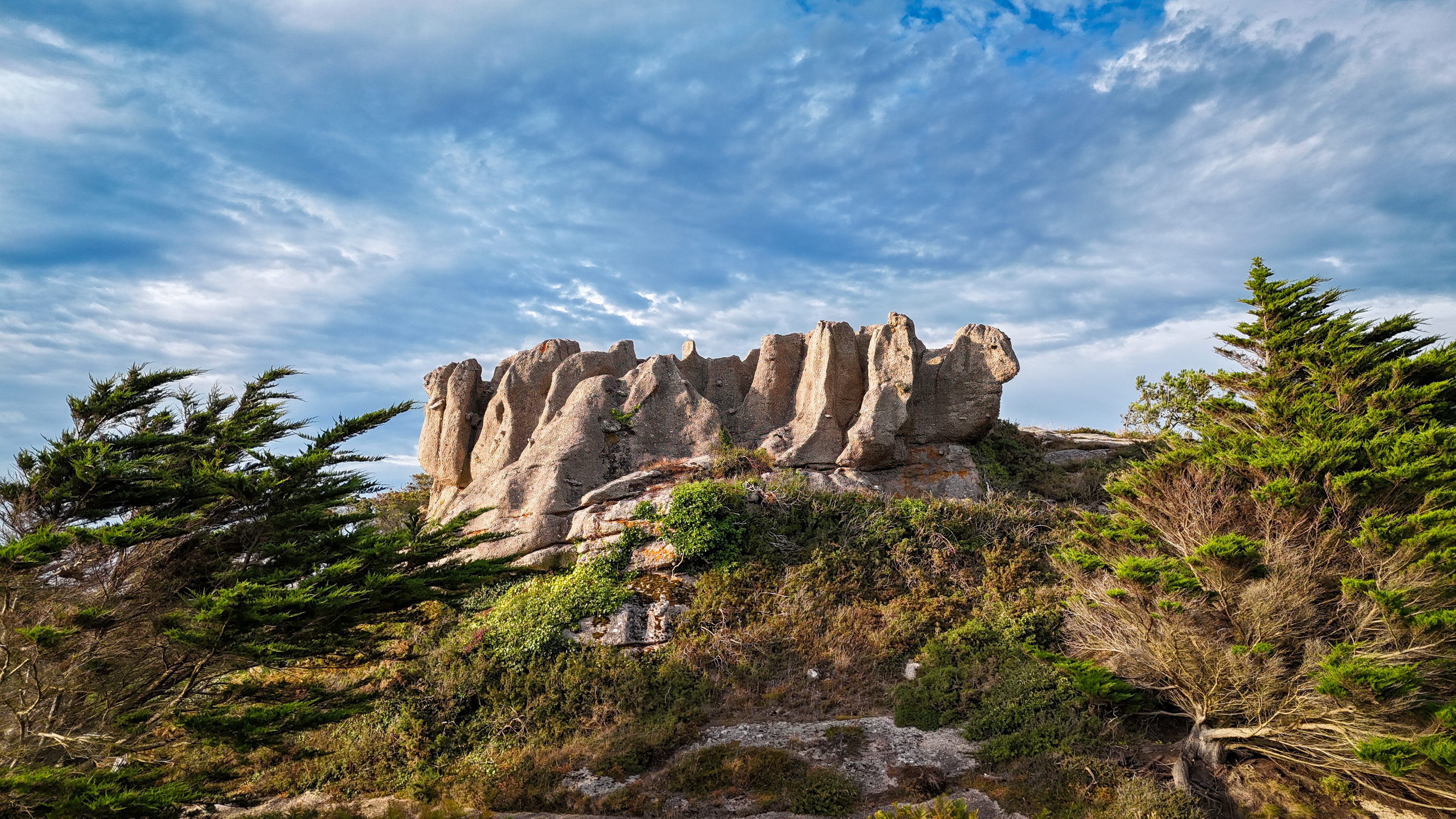
Die Krone des Königs Gradlon

Die Krone des Königs Gradlon (französisch La Couronne du Roi Gradlon) ist ein markanter Granitfels oberhalb der Bucht Grève Blanche bei Trégastel. Seine dem Meer zugewandte Seite lässt einen scharfkantigen männlichen Kopf mit Krone erkennen. Er erinnert an den sagenhaften Gradlon (König von Ys) und seine Tochter Dahut, deren Schicksal in bretonischen Sagen erzählt wird.
Der Felsen eignet sich zum Bouldern. Die Routen sind zwischen 6 und 18 Metern lang und bewegen sich in den Schwierigkeitsgraden B0 und B1.

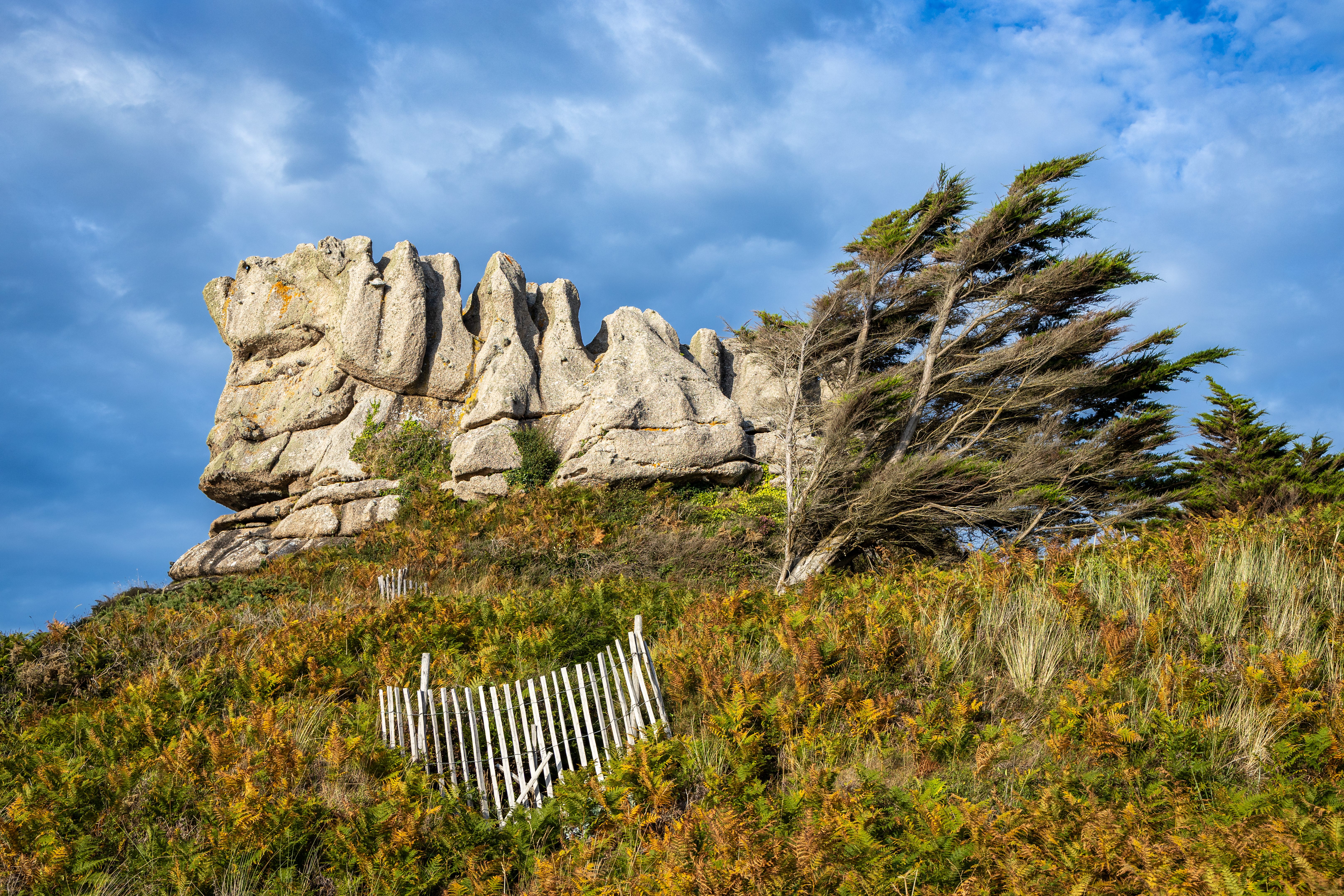
Links ist ein Männerkopf mit Krone zu erahnen.